# Hypocala dysdamarta
Hypocala dysdamarta là một loài bướm đêm trong họ Noctuidae.